# Kat (Sängerin)
Kat (* 1989 in Aachen als Katharina Zahn) ist eine deutsche Musikerin (Gesang, Songwriting).

## Leben und Wirken
Kat wuchs sowohl in Deutschland als auch in den USA auf. Mit sechs Jahren begann sie mit Klavierunterricht. Mit 16 Jahren entdeckte sie auf einer Reise nach New Orleans für sich den Jazz, aber auch Bossa Nova und Blues. Sie begann im Duo K&L Jazzduo mit ihrer Schwester zu singen und eigene Songs zu schreiben. Daneben sang sie in Jazzcombos.
2017 veröffentlichte Kat ihre erste EP Solo, die komplett in Eigenregie entstand. Nach dem Abitur studierte sie in Aachen Musik und Medizin. 2023 erschien ihr Album Mantras. Musikalisch eine Mischung aus Jazz, Soul und Popmusik ist es auch eine Verarbeitung ihrer eigenen Brustkrebserkrankung. Rockmagazine lobte es als „Album voller Affirmationen und Ermutigung – genau das, was Kat selbst durch ihre Erkrankung brauchte und nun weitergeben möchte.“ 2024 wurde sie in der Kategorie „Vocal“ für den Deutschen Jazzpreis nominiert.